# Théodore Dézamy
Théodore Dézamy (Luçon,Vendée, 4 de marzo de 
1808-24 de julio de 1850) fue un escritor y teórico socialista francés, el representante más conocido del neobabuvismo, y el que llevó más lejos sus conclusiones. Karl Marx elogió sus aportaciones al comunismo en La Sagrada Familia. Sin embargo, «no ejerció una influencia duradera sobre el mundo obrero francés; quizás la causa esté en que quiso trasladar a la sociedad industrial del XIX el materialismo ilustrado, y en que propuso medidas revolucionarias sin analizar el problema, táctico y estratégico, de cómo ponerlas en marcha».

## Biografía
Maestro en su departamento natal de Vendée, se traslada a París donde es un fiel seguidor de las propuestas comunistas de Etienne Cabet, convirtiéndose en su secretario. Pero pronto rompe con él debido a su religiosidad, defendiendo a partir de entonces un materialismo radical. Karl Marx en La Sagrada Familia escribe de él que «ha desarrollado la doctrina del materialismo como doctrina del humanismo real y como base lógica del comunismo». Junto con el también neobabuvista Jean-Jacques Pillot organiza el 1 de julio de 1840 el primer banquete «comunista» al que asisten más de mil comensales, en su mayoría obreros. 
Según Dézamy toda organización social debe asentarse en los seis principios siguientes: el bienestar («desarrollo libre, regular y completo de nuestro ser, satisfacción plena y entera de todas nuestras necesidades físicas, morales e intelectuales»), la libertad (cuya única limitación solo puede proceder «de la ciencia y la razón»), la igualdad («ley primordial», fuera de la cual «sólo se ve confusión y opresión, discordias y guerras»), la fraternidad («única garantía verdadera de la igualdad»), la unidad («es la identificación indisoluble de todos los intereses y de todas las voluntades») y la comunidad (es «el medio de asociación más natural, más sencillo y más perfecto…»).
Para alcanzar estos principios Dézamy no ve otra alternativa que el «comunismo» —la comunidad de bienes, de trabajo y de educación— pero rechaza el comunismo de Cabet porque para construirlo éste quiere contar con la burguesía: «Es un error capital… El pueblo no debe volverse burguesía, sino que la burguesía debe convertirse en pueblo. Los principios, el sistema pueden reemplazar a los hombres, ¿qué digo?, son los que engendran todas las capacidades deseables, pero los hombres nada pueden sin los principios, sin los sistemas». También se muestra contrario al socialismo cristiano de Lamennais.
En su obra más importante Código de la comunidad, publicada en 1842, tras hacer referencia al «ruedo ensangrentado» de las luchas sociales explica que, como ya había anticipado Morelly un siglo antes, solo la «comunidad absoluta» es capaz de garantizar a los hombres su derecho a la vida y a disfrutar de todos los bienes y de esa forma superar los antagonismos sociales.

Los hombres, al ser todos iguales en derechos deben por consiguiente ser iguales de hecho pero no con la igualdad necia y mezquina que consiste en racionar a los ciudadanos, igual que se raciona hoy al soldado, al enfermo pobre, al prisionero, sino con la igualdad libre, generosa e inteligente, que eleva y hace florecer nuestros pensamientos, refuerza nuestros afectos, y funde todos los corazones en sentimientos perpetuos de gratitud y alegría común. Ahora bien, esta igualdad real sólo es posible, ya lo hemos dicho, en la comunidad.
[…]
En la comunidad todos los trabajos necesarios para la subsistencia y el disfrute de los hombres serán funciones regidas por leyes industriales y morales. […] Cuando la comunidad esté plenamente en vigor, la ley ya no será más que una simple regla, una simple invitación… En tal época las cosas marcharán por sí solas, por así decirlo, ya que entonces las leyes sociales serán expresión auténtica, expresión directa de las leyes de la naturaleza.
Code de la communauté.